# Lee Soo-hyuk
Lee Hyuk-soo (Hangul: 이혁수, Hanja: 李赫秀, RR: I Hyeok-su, MC: I Hyŏk-su; Gwacheon, Provincia de Gyeonggi, 31 de mayo de 1988), conocido como Lee Soo-hyuk (Hangul: 이수혁, Hanja: 李秀赫, RR: I Su-hyeok, mc: I Su-hyŏk), es un modelo y actor surcoreano.

## Biografía
Estudió en la Universidad Seokyeong.
Es buen amigo de los actores y modelos Kim Young-kwang, Kim Woo-bin, Hong Jong-hyun y Sung Joon.
En julio del 2008 comenzó a salir con la actriz Kim Min-hee, sin embargo la relación finalizó en el 2010.
El 10 de agosto del 2017 comenzó su servicio militar obligatorio, el cual finalizó el 17 de julio del 2019.

## Carrera
Desde marzo del 2017 es miembro de la agencia "YG Entertainment". Previamente fue miembro de las agencias "Star J Entertainment" (2014-2017) y "SidusHQ" (2010-2014).

### Televisión
En enero del 2011 se unió al elenco de la serie White Christmas donde interpretó a Yoon Soo, un estudiante perturbado, pero rico que está al frente de una banda de rock.
Ese mismo año se unió al elenco recurrente de la serie Deep Rooted Tree donde dio vida a Yoon Pyeong, un asesino que se siente atraído por So-yi (Shin Se-kyung) luego de secuestrarla.
En diciembre del mismo año se unió al elenco principal de la serie Vampire Idol donde interpretó a un vampiro con una personalidad seria que siempre anhela sangre y uno de los sirvientes de Prince (Lee Jung), así como el vocalista, guitarrista y baterista de "Vampire Voice", hasta el final de la serie en marzo del 2012.
El 20 de mayo del 2012 apareció en la película Runway Cop donde dio vida al super modelo Kim Sun-ho.
En el 2013 se unió al elenco principal de la película Horror Stories 2 durante el segmento "The Cliff", donde interpretó a Sung-kyun, um joven que junto a su mejor amigo Dong-wook (Sung Joon), caen de la cima de una montaña y mientras esperan ser rescatados su amistad se rompe debido a una barra de chocolate.
En mayo del mismo año se unió al elenco de la serie Shark donde dio vida a Kim Soo-hyun, un investigador de la fiscalía.
El 16 de junio del 2014 se unió al elenco principal de la serie High School King of Savvy donde interpretó a Yoo Jin-woo, el director del equipo de proyecto en la compañía "Comfo" y el hijo ilegítimo del presidente de la compañía, hasta el final de la serie el 11 de agosto del mismo año.
En diciembre del mismo año se unió al elenco principal de la serie Righteous Love donde dio vida a Kim Joon, un carpintero malhumorado y con un temperamento frío.
El 8 de julio del 2015 se unió al elenco principal de la serie Scholar Who Walks the Night donde interpretó a Gwi, un antiguo y malvado vampiro sediento de sangre que desea gobernar a los humanos, hasta el final de la serie el 10 de septiembre del mismo año.
El 23 de enero del 2016 se unió al elenco principal de la serie Local Hero donde dio vida a Choi Chan-gyu, un aspirante a oficial de la policía, que se une al equipo del oficial de la policía Im Tae-ho (Jo Sung-ha) para vigilar secretamente a los objetivos, hasta el final de la serie el 20 de marzo del mismo año.
El 25 de mayo del mismo año se unió al elenco principal de la serie Lucky Romance donde interpretó a Choi Geon-wook (Gary Choi), un famoso jugador profesional de tenis. El actor Hong Dong-young dio vida a Geon-wook de joven.
El 24 de octubre del mismo año se unió al elenco principal de la serie Sweet Stranger and Me (también conocida como "The Man Living in Our House") donde dio vida a Kwon Duk-bong, un genio y ambicioso director de una compañía que dirige un museo de robots, cuya personalidad fresca en realidad esconde su ser oscuro.
En 2017 realizó una aparición especial en la serie japonesa Sorry, I Love You (también conocida como "I'm Sorry, I Love You: Gomen, Aishiteru") donde dio vida a Baek Rang, el carismático hijo de un jefe de la mafia coreana, que extraña y apoya secretamente a su hermano Okazaki Ritsu (Tomoya Nagase).
En abril del 2020 se unió al elenco de la serie Born Again (también conocida como "Once Again") donde interpretó a Cha Hyung-bin, un detective en 1986 y a Kim Soo-hyuk, un frío fiscal del 2020, hasta el final de la serie el 9 de junio del mismo año.
En mayo de 2021 se unió al elenco principal de la serie Doom at Your Service (también conocida como "One Day Destruction Came Through My Front Door") donde dio vida a Cha Joo-ik, el compañero de trabajo de Tak Dong-kyung (Park Bo-young) en la editorial de novelas web, hasta el final de la serie el 29 de junio del mismo año.
El 26 de mayo del mismo año apareció como parte del elenco principal de la película Pipeline donde interpretó a Gun Woo, un audaz heredero chaebol de segunda generación que planea ganar millones fuera del oleoducto.
En marzo de 2022 se unirá al elenco de la serie Tomorrow donde dará vida a Park Joong-gil, una parca y el líder del equipo de Gestión de Iniciación en la Sede de Gestión del Espíritu.

### Modelaje
En el 2006 debutó como modelo durante el Fashion Show, Lone Costume del diseñador Jung Wook-jun.
Ha caminado por la pasarela para varias famosas marcas de moda entre ellas: General Idea y Song Zio. También ha realizado varias sesiones fotográficas para GQ, Bazaar y Elle.
Fue mencionado en la revista de moda en línea "Style Minutes" como uno de las 13 mejores caras masculinas nuevas, durante la semana de moda 2013 otoño/invierno en Londres y París.

## Filmografía

### Series de televisión
| Año     | Título                      | Personaje                         | Notas                     |        |
| ------- | --------------------------- | --------------------------------- | ------------------------- | ------ |
| 2011    | White Christmas             | Yoon Soo                          |                           |        |
| 2011    | Deep Rooted Tree            | Yoon Pyeong                       |                           |        |
| 2011-12 | What's Up                   | Lee Soo-bin                       |                           |        |
| 2011-12 | Vampire Idol                | Mukadil Kejua / Soo-hyuk          | 79 episodios              |        |
| 2013    | Shark                       | Kim Soo-hyun                      |                           |        |
| 2014    | High School King of Savvy   | Yoo Jin-woo                       | 17 episodios              |        |
| 2014-15 | Righteous Love              | Kim Joon                          | 20 episodios              |        |
| 2015    | Scholar Who Walks the Night | Gwi                               | 20 episodios              |        |
| 2016    | Local Hero                  | Choi Chan-gyu                     | 16 episodios              |        |
| 2016    | Lucky Romance               | Choi Geon-wook / Gary Choi        | 16 episodios              |        |
| 2016    | Sweet Stranger and Me       | Kwon Duk-bong                     | 16 episodios              |        |
| 2017    | Sorry, I Love You           | Baek Rang                         | Cameo                     |        |
| 2020    | Born Again                  | Det. Cha Hyung-bin / Kim Soo-hyuk | 32 episodios              | [ 37 ] |
| 2020-21 | Handmade Love               | Woven                             | 8 episodios               |        |
| 2021    | Hello, Me!                  | Oficial de Policía                | Aparición especial, ep. 1 | [ 38 ] |
| 2021    | Doom at Your Service        | Cha Joo-ik                        | 16 episodios              | [ 39 ] |
| 2022    | Tomorrow                    | Park Joong-kil                    | 16 episodios              | [ 40 ] |
| 2024    | La reina Woo                | Ko Bal-gi                         | Serie web, 8 episodios    | [ 41 ] |

### Películas
| Año  | Título                       | Personaje                | Notas                                                            |
| ---- | ---------------------------- | ------------------------ | ---------------------------------------------------------------- |
| 2006 | My Boss, My Teacher          | Estudiante de la Clase 8 | junto a Jung Joon-ho, Kim Sang-joong y Jung Woong-in             |
| 2010 | The Boy from Ipanema         | Joven                    | junto a Kim Min-ji y Chun Woo-hee                                |
| 2012 | Runway Cop                   | Kim Sun-ho               | junto a Kim Young-kwang, Kang Ji-hwan, Sung Yu-ri y Lee Hee-joon |
| 2013 | Horror Stories 2 - The Cliff | Sung-kyun                | junto a Sung Joon                                                |
| 2021 | Pipeline                     | Gun Woo                  | junto a Seo In-guk, Eum Moon-suk y Yoo Seung-mok                 |

### Programas de variedades
| Año  | Programa                       | Notas                                                                                       |
| ---- | ------------------------------ | ------------------------------------------------------------------------------------------- |
| 2007 | Seven Models - Special Edition |                                                                                             |
| 2012 | Strong Heart                   | [ 45 ]                                                                                      |
| 2012 | Star Talent Lord of the Rings  |                                                                                             |
| 2013 | Style Log                      |                                                                                             |
| 2013 | Hello Counselor                | (ep. #116) - invitado                                                                       |
| 2014 | We Got Married                 | invitado - junto a Kim Young-kwang y Kim Se-joon invitado - junto a Sung Joon y Kim Woo-bin |
| 2015 | Healing Camp                   | 2 episodios (ep. #186-187) - invitado                                                       |
| 2020 | Birds of a Feather             | miembro                                                                                     |
| 2021 | Omniscient Interfering View    | invitado                                                                                    |
| 2021 | Countryside Western Cuisine    | miembro                                                                                     |

### Anuncios
| Año  | Productor        | Notas               |
| ---- | ---------------- | ------------------- |
| 2007 | MKMF             | (video promocional) |
| 2014 | Jinro Chamyiseul |                     |

### Apariciones en videos musicales
| Año  | Grupo / Artista | Canción             | Notas |
| ---- | --------------- | ------------------- | ----- |
| 2009 | Xxx             | "Monorail of Night" |       |
| 2009 | Gavy NJ         | "A Love Story"      |       |
| 2010 | 2NE1            | "It Hurts"          |       |
| 2012 | EXID            | "Whoz That Girl"    |       |
| 2013 | 2NE1            | "Falling in Love"   |       |

### Revistas / sesiones fotográficas
| Año        | Título       | Notas                 |
| ---------- | ------------ | --------------------- |
| 2009       | Dazed        |                       |
| 2008, 2009 | Vogue Korea  |                       |
| 2014       | Vogue        | [ 51 ]                |
| 2014       | GQ           |                       |
| 2014       | Nylon        | junto a Nana          |
| 2015       | ELLE Korea   |                       |
| 2016       | Grazia Korea | (publicación de mayo) |
| 2020       | Esquire      | junto a Jang Ki-yong  |

## Eventos
| Año  | Título                                | Lugar                    | Notas                   |
| ---- | ------------------------------------- | ------------------------ | ----------------------- |
| 2015 | In the Mood of Love with Lee Soo Hyuk | Scala Theatre, Tailandia | (1.ª reunión con fanes) |

## Premios y nominaciones
| Año  | Premio                                  | Categoría                    | Trabajo                     | Resultado |
| ---- | --------------------------------------- | ---------------------------- | --------------------------- | --------- |
| 2008 | Korea Fashion Photographers Association | Best New Model               | -                           | Ganó      |
| 2009 | 25th Korea Best Dresser Swan Award      | Best Dressed, Model Category | -                           | Ganó      |
| 2014 | 29th Korea Best Dresser Swan Award      | Best Dressed, Actor Category | -                           | Ganó      |
| 2015 | MBC Drama Award                         | Best New Actor               | Scholar Who Walks the Night | Ganó      |